# ジェフ・ワドロウ
ジェフ・ワドロウ（Jeff Wadlow、1976年3月2日 - ）は、アメリカ合衆国の映画監督、脚本家、映画プロデューサーである。

## 経歴
バージニア州出身。ダートマス大学と南カリフォルニア大学で学んだ。
2005年、『クライ・ウルフ 殺人ゲーム』で長編映画監督デビューを果たす。その後、『ネバー・バックダウン』や『キック・アス/ジャスティス・フォーエバー』、『なりすましアサシン』、『トゥルース・オア・デア 〜殺人ゲーム〜』などを監督している。

## フィルモグラフィー

### 長編映画
- クライ・ウルフ 殺人ゲーム Cry Wolf （2005年） - 監督・脚本
- デス・サファリ サバンナの悪夢 Prey （2007年） - 脚本
- ネバー・バックダウン Never Back Down （2008年） - 監督
- キック・アス/ジャスティス・フォーエバー Kick-Ass 2 （2013年） - 監督・脚本
- フライト・ゲーム Non-Stop （2014年） - 製作総指揮
- なりすましアサシン True Memoirs of an International Assassin （2016年） - 監督・脚本
- トゥルース・オア・デア 〜殺人ゲーム〜 Truth or Dare （2018年） - 監督・脚本・製作総指揮
- ファンタジー・アイランド Fantasy Island (2020年) - 監督・脚本・製作
- ブラッドショット Bloodshot (2020年) - 脚本・原案
- ハロウィンの呪文 〜ブリッジホローは大騒ぎ!?〜 The Curse of Bridge Hollow (2022年) - 監督・製作総指揮
- イマジナリー Imaginary (2024年) - 監督・脚本・製作

### テレビドラマ
- ベイツ・モーテル Bates Motel （2013年） - 脚本